# Анджера
Анджера (итал. Angera) — город и коммуна в Италии, располагается в провинции Варесе области Ломбардия. Город расположен на берегу озера Маджоре.
Население составляет 5713 человек (на 2004 г.), плотность населения составляет 322 чел./км². Занимает площадь 17 км². Почтовый индекс — 21021. Телефонный код — 00331.
В коммуне 15 августа особо празднуется Успение Пресвятой Богородицы.

## Города-побратимы
- Вивье, Франция